# Abelardo Nulia
Abelardo Nulia – gwatemalski bokser, brązowy medalista Igrzysk Ameryki Środkowej i Karaibów z roku 1935.